# Courcelles-sur-Vesle
Courcelles-sur-Vesle är en kommun i departementet Aisne i regionen Hauts-de-France i norra Frankrike. Kommunen ligger  i kantonen Braine som ligger i arrondissementet Soissons. År 2022 hade Courcelles-sur-Vesle 348 invånare.

## Befolkningsutveckling
Antalet invånare i kommunen Courcelles-sur-Vesle
Referens: INSEE